# ルブヌィ
ルブヌィ（ウクライナ語: Лубни）はウクライナ・ポルタヴァ州の市である。
ルブヌィ地区の行政中心地であるが、ルブヌィ自体は行政上は地区に含まれず、単独でルブヌィ評議会（Лубенська міська рада）を形成する。人口は2013年の時点で47636人。ポルタヴァ州の中で、ポルタヴァ、クレメンチューク、ホリーシュニ・プラウニに次ぐ4位の人口規模である。

## 歴史
ルブヌィは、ウクライナ最古級の市として知られる。沿スーラ川防衛線を構成する都市のひとつとして、キリスト教の受容を記念し、キエフ大公ウラジーミル1世によって988年に創建されたと言い伝えられてきた。ただし、文書として残っている最古の記録は1107年のものである。当初はスラー川を見下ろす場所にある、木の塀で囲まれた小さな要塞都市だったが、急速に成長していった。
1107年8月12日、ルブヌィ近郊で起きたスラー川の戦いで、キエフ大公スヴャトポルク2世およびウラジーミル2世モノマフの軍が、ボニャークとシャルカンの率いるポロヴェツ族の軍を撃破した。
1239年、モンゴル軍の征服によって、ルブヌィの街は徹底的に破壊された。しかし、住民たちは周囲の森林や湿地帯へと逃げて、その豊かな自然のおかげで生き延びた後に街を再建した。
15世紀から16世紀ごろはヴィシュネヴェーツィクィイ家が支配していた。マクデブルク法で統治され、紋章もこのころ制定された。
1596年には、ポーランドに反乱を起こしたセヴェルィーン・ナルィヴァーイコによる最後の戦いの舞台となった(ソロニツキーの戦い)。17世紀までには、地域内で最大級の街となった。
フメリニツキーの乱が起きた1648年から1658年まではヘーチマン国家のミルゴロド連隊が、1658年から1781年まではルブヌィ連隊が領有し、その行政中心地となった。
1782年、ロシア帝国キエフ総督府の管轄下で、ウエズドの一つとなる。管轄は1793年に小ロシア県、1802年にポルタヴァ県に移る。
1901年に鉄道が通ると、ルブヌィの工業は大きく発展した。地元の新聞紙が1917年7月に発刊した。
1918年初頭にはソビエト連邦による支配が確立する。その後、ドイツおよびオーストリアの軍が占領するが、第一次世界大戦の終結により撤兵した。
第二次世界大戦においてドイツ軍に占領された後も、ルブヌィはパルチザンの活動拠点となった。強制収容所は二つ存在していた。1941年10月16日、ドイツのアインザッツグルッペンによって、ルブヌィのユダヤ人1000名以上が殺害された。1943年9月18日にソ連赤軍が街を奪回する。

## 現代
今日のルブヌィは工業が発達した都市であり、この地域における文化的中心地である。
工業が成長した1901年から1930年代に建てられた、自動車や農機具の製造工場の多くが、現在も操業を続けている。また、ルブヌィでは食肉製品、乳製品、家具、およびパンの生産が活発である。『ハルモニヤ』ブランドの乳製品工場があるほか、ルブヌィのパンはウクライナ中で知られている。
街一番のランドマークはムハールスクィー修道院で、17世紀に建てられたウクライナ・バロック様式の聖堂がある。

## 地理
ルヴヌィはスラー川右岸に位置し、上流1kmの位置にはムハル村(ru)、下流0.5kmの位置にはテルヌィ村(ru)がある。また対岸にはザスリッヤ村(ru)がある。市内を自動車道1713、Т-1714、Т-1718が走り、鉄道としてはルブヌィ駅(ru)がある。

### 気候
ルブヌィは温帯に属する。
| ルブヌィの気候           | ルブヌィの気候 | ルブヌィの気候 | ルブヌィの気候 | ルブヌィの気候 | ルブヌィの気候 | ルブヌィの気候 | ルブヌィの気候 | ルブヌィの気候 | ルブヌィの気候 | ルブヌィの気候 | ルブヌィの気候 | ルブヌィの気候 | ルブヌィの気候 |
| 月                       | 1月            | 2月            | 3月            | 4月            | 5月            | 6月            | 7月            | 8月            | 9月            | 10月           | 11月           | 12月           | 年             |
| ------------------------ | -------------- | -------------- | -------------- | -------------- | -------------- | -------------- | -------------- | -------------- | -------------- | -------------- | -------------- | -------------- | -------------- |
| 最高気温記録 °C （°F）   | 9.7 (49.5)     | 15.5 (59.9)    | 21.7 (71.1)    | 28.7 (83.7)    | 33.3 (91.9)    | 35.1 (95.2)    | 36.2 (97.2)    | 37.6 (99.7)    | 33 (91)        | 29.1 (84.4)    | 18.6 (65.5)    | 12.3 (54.1)    | 37.6 (99.7)    |
| 平均最高気温 °C （°F）   | −3 (27)        | −2 (28)        | 3.3 (37.9)     | 13.3 (55.9)    | 20.7 (69.3)    | 24 (75)        | 25.9 (78.6)    | 25.1 (77.2)    | 19.7 (67.5)    | 11.8 (53.2)    | 4.1 (39.4)     | −0.9 (30.4)    | 12 (54)        |
| 日平均気温 °C （°F）     | −5.9 (21.4)    | −5.2 (22.6)    | −0.4 (31.3)    | 8.4 (47.1)     | 15.1 (59.2)    | 18.6 (65.5)    | 20.4 (68.7)    | 19.2 (66.6)    | 13.9 (57)      | 7.3 (45.1)     | 1.4 (34.5)     | −3.4 (25.9)    | 7.6 (45.7)     |
| 平均最低気温 °C （°F）   | −8.7 (16.3)    | −8 (18)        | −3.4 (25.9)    | 4.2 (39.6)     | 9.8 (49.6)     | 13.3 (55.9)    | 15.2 (59.4)    | 14.1 (57.4)    | 9.2 (48.6)     | 3.6 (38.5)     | −1 (30)        | −5.8 (21.6)    | 3.6 (38.5)     |
| 最低気温記録 °C （°F）   | −32.1 (−25.8)  | −29.3 (−20.7)  | −27 (−17)      | −9.5 (14.9)    | −2.4 (27.7)    | 2.8 (37)       | 4.6 (40.3)     | 2.7 (36.9)     | −4 (25)        | −8.5 (16.7)    | −20.5 (−4.9)   | −27 (−17)      | −32.1 (−25.8)  |
| 降水量 mm （inch）       | 45 (1.77)      | 41 (1.61)      | 41.5 (1.634)   | 42.2 (1.661)   | 46 (1.81)      | 73.4 (2.89)    | 64.1 (2.524)   | 57.2 (2.252)   | 48.6 (1.913)   | 43.9 (1.728)   | 48.2 (1.898)   | 49.6 (1.953)   | 600.5 (23.642) |
| 平均降水日数 （≥0.2 mm） | 19.3           | 16.6           | 15.6           | 8.8            | 9.4            | 9.2            | 7.7            | 5.8            | 9              | 10.4           | 15.5           | 18.8           | 146.1          |
| 出典：                   |                |                |                |                |                |                |                |                |                |                |                |                |                |

## 行政
ルブヌィは『地方特別市(ウクライナ語: Місто обласного значення)』に指定されていて、ルブヌィ・ラヨンではなく、ポルタヴァ州が直轄している。
市内は8つの地区に分けられている。それぞれの地区は、市の委員会によって任命された長官が責任者として行政を担う。

## ルブヌィ出身の著名人
- リュドミラ・ルデンコ（英語版） - 世界女子チェス選手権チャンピオン
- ナターリャ・メクリン（英語版） - ソ連空軍パイロット

## ギャラリー
- 救世主顕栄大聖堂(ムハールスクィー修道院（英語版）)
- 受胎告知聖堂(ムハールスクィー修道院（英語版）)
- 鐘塔(ムハールスクィー修道院（英語版）)
- 学校(загальноосвітня школа №10)
- 創立千年記念碑
- 聖母誕生教会(Церква Різдва Пресвятої Богородиці)
- ルブヌィ駅